# Crossout
Crossout е компютърна мултиплейър онлайн игра в жанра на пост-апокалиптичен екшън с изглед от трето лице. В основата на играта са сесии PvP-битки на бронирани автомобили, събрани от самите играчи. Също така един от основните елементи на играта е пазарът, търговията вътре в играта и създаването на части на машини. Разработчикът на играта е руското студио Targem Games, издател е компанията Gaijin Entertainment.

## Игра
Действието на Crossout се развива през 2047 г., 20 години след ядрена война и неуспешни генетични експерименти, довели до рухването на цивилизацията. Малцината оцелели водят безмилостна борба за ценни ресурси. Основното им оръжие са бронирани автомобили, събрани от всичко, което се намира в необятността на пост-апокалиптичния свят. В хода ще отидат стотици части, сред които и предмети от миналото-ръждясали врати, верижни триони, кабини от стари автомобили, както и съвременни изобретения на самоучек дизайнери-бойни дронове, генератори невидимост и реактивни бустери.

## Геймплей

### Създаване на бронирани автомобили
Основната характеристика на играта-бронирани автомобили, които играчът създава от различни части и материали, получени в битка или закупени от други играчи на пазара. Основните части на машината – кабина, платформа и разнообразие от ходови-са задължителни за създаване на бронирана кола. Останалите части, като броня, въоръжение, генератори, бустери и други устройства, въпреки че не са задължителни за участие в битката, но ще бъдат полезни за по-ефективно водене на битка.
В Crossout има модели и готови модели на бронирани автомобили. Това се случва няколко вида шаблони: фракционные бронемобили, които един играч може да получи при достигане на определено ниво на различните фракции; бронемобили с изложба, която се разпространява в споделянето на самите играчи; бронемобили „може да събере“, които при натискане на съответните бутони автоматично се появяват в гаража. Машините за баланс се разделят на ТС (точки на сила). Всеки детайл има свой собствен ТС. От ТС всички части на бронирания автомобил се сгъват общи ТС. Колкото по-добър е детайлът, толкова по-висок е ТС. Но въпреки това, Играчът може да промени, да подобри или отново да събере бронирани автомобили от наличните му части. По този начин потребителите могат да създават машини, които най-добре отговарят на техния стил на игра.
Въпреки факта, че играчът може да проектира бронирана кола от почти всякакъв вид, законите на физиката работят в Crossout. Това означава, че тежката машина ще се движи по-бавно, а откатът при изстрел от пистолет с голям калибър може да преобърне леката бронирана кола. По този начин при проектирането на бронирана кола играчът ще трябва да спазва баланса между различните характеристики на машината, както и да обмисли взаимното местоположение на частите.

### Битка
На играчът предлага избор от няколко вида бойни мисии:
1. Мисии – битки срещу други играчи (PvP) и срещу роботи (PvE) от екипи 8 на 8. Изборът на противниците се извършва въз основа на характеристиките на „мощност точки“ машини играчи. В случай на недостиг на играчи, тяхното място се заема от ботове, контролирани от компютър.
2. Нападения – битки играчи срещу ботове (PvE). Набезите са разделени на леки (★), средни (★ ★) и сложни (★★★). Този режим е единственият начин да получите ресурси като мед, пластмаса, купони, и електроника, без да броим покупките на пазара.
3. Сбивания – играчите се борят един срещу друг в битки без правила. Режимът включва няколко вида битки: „всеки за себе си“, „Предупреждение за буря“, „състезание“, „големи черни скорпиони“.
4. Кланови битки – в рамките на режима ще се разгърне Битката на отборите за особено ценен ресурс-уранова руда. Играчите са поканени да създадат свой клан екип от 4 души и да се борят с врага за притежаването на най-ценния ресурс за създаване на реликтни части.
5. Класирани битки – изтеглени от играта) – битки срещу други (PvP) отбори 4 на 4. Изборът на противниците се основава на точките за класиране, които се увеличават с всяка победа и намаляват с поражението; балансирането на играчите на „точки на сила“ не се случва. Ще се събират само пълни отбори (4 реални играчи), в случай на излизане на играча в началото на битката замяна на бот или друг играч не се случи, и с играча, който излезе, точки за класиране ще бъдат отстранени като поражение.
6. Специални битки – битки, които временно се появяват по време на някакво специално събитие, насрочено за всеки празник. Например „откъде е колата, пич?“ или „Дронопокалипсис“.

### Развитие на играча
Системата за развитие на играча в Crossout се реализира с помощта на така наречените „фракции“. Общо в играта има осем фракции: неутрална фракция на механиците и допълнителни фракции – бесни, Огнепоклонници, скитници, скитници, степни вълци, деца на зората и Основатели. При повишаване на нивото на репутация с всяка фракция Играчът получава като награда подробности клас „дизайн“ (броня) – Броня, обшивка детайли, рамкови детайли и т.н. – които не могат да бъдат получени по никакъв друг начин. В допълнение, фракцията на механиците възнаграждава играча с нови бои, портрети за профила и увеличаване на максималния брой части в конструкцията на машината. Създаване на различни части и оръжия играчите могат да фракции машини, всяка от които има свой собствен стил на борба. За бързи машини с пин оръжия заслужава да се отиде до „Обезумял“, за комбинация на бившата авиационна мощ, ретро-стил, както и правене на среднедистанционного бойното поле към „Скитник“; в създаването на тежка техника ще помогне на „хранят с мърша“, а последните армейски новости си струва да се търсят в гаража на „Степни вълци“. За летене и използване на футуристично въоръжение ще са необходими разработки на гениални учени, използващи вертикални реактивни ускорители Икар VII и енергийни оръжия от фракцията „Деца на зората“. И за да се съберат луд хот род с огнехвъргачки, ще ви трябват уменията на „Огнепоклонници“.

### Пазар
Пазарът в Crossout е платформа за търговия, на която играчите имат възможност да купуват и продават всякакви ресурси и части (с изключение на стартовите и части от клас „дизайн“, издадени като награда за повишаване на нивата на репутация на фракциите). В този случай търговията се извършва изключително за монети, а директният обмен на стоки за стоки не е налице. При търговията между играчите се провежда комисия, благодарение на която играчите не могат да печелят по нечестен начин.

## Разработване на играта
На 20 май 2015 г. Gaijin Entertainment и Targem Games обявяват разработката на нова игра, чието действие ще се развива в пост-апокалиптичния свят. По идея на разработчиците, играта трябва да бъде безплатна (по модела free-to-play). През лятото на 2015 г. са проведени алфа тестове на играта, наречена първоначално Battle Test. През същата година играта се появява на изложението E3 2015.
На 5 април 2016 г. започва етапът на затворената бета тестване на играта.
На 28 август 2016 г. играта излиза за ранен достъп в Steam, с два нови режима на игра – „Конвой“ и „Отвличане“.
На 16 май 2017 г. играта е пусната за конзолите PlayStation 4 и Xbox One. Отвореното бета тестване започна на 30 май 2017 г. – играта стана достъпна на компютри и конзоли за игри.

## Отзиви и оценки
Порталът за игри mmorpg.com нарича Crossout най-иновативната игра на изложението E3 2015. В края на изложението Gamescom 2015 Crossout също получава редица награди, сред които второ място в категорията The Best of Gamescom 2015 по мнението на читатели на mmogames.com, а също и награда за най-добър дебют на изложение от списание „Навигатор в света на игрите“. В допълнение, това издание включва играта в списъка на 20-те най-очаквани игри през 2016 година. Българският портал за игри mmorpg.bg описва играта като една от най-интересните и луди игри на 21 век.